# Orcesis fuscoapicalis
Orcesis fuscoapicalis là một loài bọ cánh cứng trong họ Cerambycidae.